# Ninel Kulagina
Ninel Kulagina, celým jménem Ninel Sergejevna Kulagina (rusky: Нине́ль Серге́евна Кула́гина), dívčím jménem Ninel Sergejevna Michajlova (30. července 1926 – duben 1990) byla Ruska, která údajně ovládala schopnost telekineze.

## Biografie
Narodila se 30. července 1926 v Petrohradu (tehdejším Leningradu). Ve svých 14 letech vstoupila během druhé světové války do Rudé armády, aby se se svým otcem, bratrem a sestrou připojila k obraně rodného města před německým obléháním. Sloužila jako operátor rádia u tankového pluku.
Po skončení války se Kulagina provdala a stala se ženou v domácnosti. Právě z tohoto období pochází studie zkoumající její domnělé nadpřirozené schopnosti. Během šedesátých let se Kulagina stala předmětem mezinárodní diskuze. V období studené války se začaly produkovat černobílé němé filmy, ve kterých Kulagina posouvá objekty po stole, aniž by se jich dotýkala. Tyto snímky byly údajně pořízeny pod dohledem odborníků pro potřeby sovětských činitelů. Jejich zveřejnění způsobilo nadšení z řad výzkumníků v oblasti paranormálních jevů, někteří z nich měli za to, že jde o jasný důkaz prokazující existenci nadpřirozených schopností. Podle zpráv ze Sovětského svazu se na výzkumu podílelo čtyřicet vědců, dva z nich byli nositelé Nobelovy ceny. Larry Kettlekamp ve své knize „Investigating Psychics“ tvrdí, že Kulagina byla natočena při oddělování bílků od žloutků u vajec ponořených ve vodě. Během této události u ní byla naměřena zrychlená srdeční činnost, pozměněné mozkové vlny a výkyvy v elektromagnetickém poli. Aby nedošlo k interferenci vlivem externích elektromagnetických impulsů, byla Kulagina umístěna do kovové klece. Uvnitř údajně demonstrovala schopnost separovat předem označenou sirku od zbytku hromádky umístěné pod skleněnou baňkou.
Kulagina tvrdila, že schopnost telekineze v sobě objevila poté, co se kolem ní začaly věci spontánně vznášet, vždy když se rozzlobila. Měla za to, že své nadání zdědila po matce. Před započetím každé seance si vyžádala čas na meditaci. Jakmile se dostala do soustředěného stavu, ucítila ostrou bolest v oblasti páteře a její zrak se zastřel. Bouřky prý negativně ovlivňovaly její telekinetické dovednosti.
Jeden z nejproslulejších experimentů, který Kulagina podstoupila, se odehrál v petrohradské laboratoři 10. března 1970. Vědci zprvu studovali její schopnosti pohybovat neživými předměty, brzy však svou pozornost upřeli k testování živých organismů, konkrétně šlo o buňky, tkáně a orgány. Úkol spočíval v zastavení srdce žáby ponořené v roztoku. Kulagina se zprvu upřeně soustředila na tlukot srdce, to za okamžik začalo bít rychleji, poté pomaleji, nakonec srdeční činnost ustala kompletně.

## Diskreditující hypotézy
Mnoho odborníků a organizací zaujalo vůči tvrzením o pravdivosti telekineze skeptický postoj. Italský psycholog Massimo Polidoro uvedl, že dlouhé časy na přípravu a nekontrolované prostředí (např. hotelové pokoje), ve kterém se experimenty prováděly, nahrávalo případným podvodům. Mágové a skeptici argumentovali tím, že počiny, které Kulagina prováděla, mohly být vykonány za využití eskamotérských metod, jedná se například o dobře skrytá vlákna, magnety či zrcadla. Sovětský svaz měl v dobách studené války rovněž očividný motiv pro falzifikaci a zveličování podobných výkonů. Jednalo se o tzv. psychologický závod, analogie k vesmírnému závodu, Sověti využívali nesčetného množství propagandistických metod s cílem zvítězit na obou frontách.
Vladimir Lvov publikoval článek v sovětském deníku Pravda, v něm obviňuje Kulaginu z podvodu. Lvov píše, že Kulagina prováděla jeden ze svých triků za pomoci skrytých magnetů umístěných na svém těle. V článku se rovněž uvádí, že Kulagina byla zatčena za podvod, při kterém obelstila nic netušící občany a přišla si tak na pět tisíc rublů. Spisovatel science fiction Martin Gardner popsal Kulaginu jako pěknou, tmavookou baculku, která byla dvakrát přistižena, jak se snaží pohybovat předměty za využití triků.